# Società Sportiva Lazio 1986-1987
Questa voce raccoglie le informazioni riguardanti la Società Sportiva Lazio nelle competizioni ufficiali della stagione 1986-1987.

## Stagione
La stagione 1986-1987 fu una delle più difficili della storia della Lazio, che affrontò il campionato di Serie B 1986-1987 con una penalizzazione di 9 punti in classifica a causa del coinvolgimento del calciatore Claudio Vinazzani nella vicenda del Totonero-bis nell'estate del 1986. La squadra di mister Eugenio Fascetti si salvò solo agli spareggi disputati a Napoli al termine del campionato, nel triangolare per la salvezza con Taranto e Campobasso, grazie a un gol di Fabio Poli nel match contro il Campobasso. Emblema della stagione è stato però il gol di Giuliano Fiorini nell'ultima giornata della stagione regolare contro il Vicenza, quando il centravanti segnò all'82' il prezioso goal del definitivo 1-0 consentendo alla Lazio di agguantare i 33 punti, e prendersi il diritto a disputare gli spareggi, evitando la retrocessione in Serie C, ai danni del Campobasso.
Nella Coppa Italia la Lazio disputa prima del campionato, il quinto girone di qualificazione, vinto con 10 punti dal Napoli, con 6 punti la squadra biancoazzurra si piazza in seconda posizione affiancata dal Cesena, ma accedendo agli ottavi di finale della manifestazione, per miglior differenza reti nei confronti dei romagnoli. Poi in primavera negli ottavi di finale incrocia la Juventus, che nel doppio confronto ha la meglio, passando ai quarti di finale.

## Divise e sponsor

Il capitano Gabriele Podavini con la seconda divisa gialla.

Il fornitore tecnico è l'azienda italiana TuttoSport: la prima maglia è bianca e celeste ma si dota di un'aquila stilizzata orizzontale di colore blu sul petto, sormontata dallo sponsor ufficiale. I pantaloncini sono completamente celesti, mentre i calzettoni sono bianchi. La seconda divisa è gialla.
Lo sponsor ufficiale è Cassa di Risparmio di Roma.
| Casa | Trasferta |

## Organigramma societario
Area direttiva
- Proprietario: Renato Bocchi
- Presidente: Gianmarco Calleri
- Vice Presidente: Giorgio Calleri
- Segretaria: Gabriella Grassi

Area tecnica
- Direttore sportivo: Carlo Regalia
- Allenatore: Eugenio Fascetti
- Allenatore in seconda: Giancarlo Oddi

## Rosa
| N. |                   | Ruolo | Calciatore           |
| -- | ----------------- | ----- | -------------------- |
|    | Italia (bandiera) | P     | Mario Ielpo          |
|    | Italia (bandiera) | P     | Giuliano Terraneo    |
|    | Italia (bandiera) | D     | Luca Brunetti        |
|    | Italia (bandiera) | D     | Ernesto Calisti      |
|    | Italia (bandiera) | D     | Antonio Delucca      |
|    | Italia (bandiera) | D     | Daniele Filisetti    |
|    | Italia (bandiera) | D     | Luciano Foschi       |
|    | Italia (bandiera) | D     | Angelo Gregucci      |
|    | Italia (bandiera) | D     | Giorgio Magnocavallo |
|    | Italia (bandiera) | D     | Raimondo Marino      |
|    | Italia (bandiera) | D     | Massimo Piscedda     |
|    | Italia (bandiera) | D     | Gabriele Podavini    |
|    | Italia (bandiera) | C     | Antonio Elia Acerbis |
|    | Italia (bandiera) | C     | Giancarlo Camolese   |

| N. |                   | Ruolo | Calciatore                 |
| -- | ----------------- | ----- | -------------------------- |
|    | Italia (bandiera) | C     | Domenico Caso              |
|    | Italia (bandiera) | C     | Francesco Dell'Anno        |
|    | Italia (bandiera) | C     | Vincenzo Esposito          |
|    | Italia (bandiera) | C     | Massimo Falessi            |
|    | Italia (bandiera) | C     | Francesco Fonte            |
|    | Italia (bandiera) | C     | Rodolfo Gentilini          |
|    | Italia (bandiera) | C     | Gabriele Pin               |
|    | Italia (bandiera) | C     | Eugenio Sgarbossa          |
|    | Italia (bandiera) | A     | Giuliano Fiorini           |
|    | Italia (bandiera) | A     | Paolo Mandelli             |
|    | Italia (bandiera) | A     | Antonio Piconi             |
|    | Italia (bandiera) | A     | Fabio Poli                 |
|    | Italia (bandiera) | A     | Antonio Rizzolo            |
|    | Italia (bandiera) | A     | Antonio Maurizio Schillaci |

## Calciomercato

### Sessione estiva
| Acquisti | Acquisti             | Acquisti    | Acquisti      |
| R.       | Nome                 | da          | Modalità      |
| -------- | -------------------- | ----------- | ------------- |
| P        | Valerio Fiori        | Lodigiani   | definitivo    |
| P        | Giuliano Terraneo    | Milan       | definitivo    |
| D        | Luca Brunetti        | Perugia     | definitivo    |
| D        | Angelo Gregucci      | Alessandria | definitivo    |
| C        | Antonio Elia Acerbis | Pescara     | definitivo    |
| C        | Giancarlo Camolese   | Alessandria | definitivo    |
| C        | Vincenzo Esposito    | Prato       | definitivo    |
| C        | Gabriele Pin         | Juventus    | definitivo    |
| C        | Eugenio Sgarbossa    | Alessandria | definitivo    |
| A        | Antonio Piconi       | Mestre      | fine prestito |

| Cessioni | Cessioni             | Cessioni   | Cessioni      |
| R.       | Nome                 | a          | Modalità      |
| -------- | -------------------- | ---------- | ------------- |
| P        | Astutillo Malgioglio | Inter      | definitivo    |
| D        | Fabio Calcaterra     | Inter      | fine prestito |
| D        | Giuseppe Carillo     | Prato      | definitivo    |
| D        | Roberto Galbiati     | Fiorentina | definitivo    |
| D        | Raffaele Perna       | Frosinone  | prestito      |
| D        | Arcadio Spinozzi     | Reggina    | definitivo    |
| D        | Gianni Zaccagna      | Carrarese  | definitivo    |
| C        | Giuseppe Corti       | Parma      | definitivo    |
| C        | Vincenzo D'Amico     | Ternana    | definitivo    |
| C        | Fortunato Torrisi    | Ternana    | definitivo    |
| C        | Alessandro Toti      | Prato      | definitivo    |
| C        | Claudio Vinazzani    |            | fine carriera |
| A        | Alessandro Damiani   | Licata     | definitivo    |
| A        | Oscar Damiani        |            | fine carriera |
| A        | Paolo Di Canio       | Ternana    | prestito      |
| A        | Oliviero Garlini     | Inter      | definitivo    |

### Sessione autunnale
| Acquisti | Acquisti                   | Acquisti | Acquisti   |
| R.       | Nome                       | da       | Modalità   |
| -------- | -------------------------- | -------- | ---------- |
| D        | Raimondo Marino            | Napoli   | definitivo |
| A        | Paolo Mandelli             | Inter    | prestito   |
| A        | Antonio Maurizio Schillaci | Licata   | definitivo |

| Cessioni | Cessioni            | Cessioni    | Cessioni   |
| R.       | Nome                | a           | Modalità   |
| -------- | ------------------- | ----------- | ---------- |
| D        | Luciano Foschi      | Rondinella  | prestito   |
| C        | Francesco Dell'Anno | Arezzo      | definitivo |
| C        | Francesco Fonte     | Barletta    | definitivo |
| C        | Eugenio Sgarbossa   | Rondinella  | prestito   |
| A        | Antonio Piconi      | Alessandria | definitivo |

## Risultati

### Serie B

#### Girone di andata
| Parma 14 settembre 1986, ore 16:00 1ª giornata | Parma             | 0 – 0 referto | Lazio | Stadio Ennio Tardini (15 000 spett.)\| Arbitro: \| Mattei (Macerata) \| |
| Arbitro:                                       | Mattei (Macerata) |               |       |                                                                         |

| Arbitro: | Frigerio (Milano) |

|  |           |           |
|  | Marcatori | 79’ Gobbo |

| Arbitro: | Cornieti (Forlì) |

|            |           |              |
| Pagano 24’ | Marcatori | 64’ Mandelli |

| Arbitro: | Sguizzato (Verona) |

|                               |           |                  |
| Magnocavallo 60’ Mandelli 84’ | Marcatori | 89’ En. Nicolini |

| Cremona 12 ottobre 1986 5ª giornata | Cremonese         | 0 – 0 referto | Lazio | Stadio Giovanni Zini\| Arbitro: \| Mattei (Macerata) \| |
| Arbitro:                            | Mattei (Macerata) |               |       |                                                         |

| Arbitro: | Novi (Pisa) |

|             |           |             |
| Fiorini 35’ | Marcatori | 50’ Allievi |

| Arbitro: | Testa (Prato) |

|  |           |                     |
|  | Marcatori | 86’ (rig.) Podavini |

| Arbitro: | Baldas (Trieste) |

|                               |           |  |
| Fiorini 44’ Caso 53’ Poli 80’ | Marcatori |  |

| Arbitro: | Lanese (Messina) |

|              |           |                     |
| Simonini 49’ | Marcatori | 29’ (rig.) Podavini |

| Arbitro: | Pairetto (Torino) |

|                                                         |           |                                 |
| Fiorini 14’ Torroni 26’ (aut.) Acerbis 40’ Mandelli 85’ | Marcatori | 71’ (aut.) Gregucci 80’ Rabitti |

| Arbitro: | Acri (Novi Ligure) |

|                       |           |                     |
| Gregucci 34’ Poli 74’ | Marcatori | 73’ (rig.) De Vitis |

| Arbitro: | Frigerio (Milano) |

|               |           |  |
| Di Nicola 69’ | Marcatori |  |

| Arbitro: | Lombardo (Marsala) |

|             |           |                |
| Fiorini 90’ | Marcatori | 25’ P. Iachini |

| Arbitro: | Magni (Bergamo) |

|              |           |             |
| Pagliari 59’ | Marcatori | 75’ Acerbis |

| Arbitro: | Tarallo (Como) |

|  |           |                  |
|  | Marcatori | 67’ A. Schillaci |

| Arbitro: | Redini (Pisa) |

|                                       |           |  |
| Podavini 10’ (rig.) Caso 74’ Poli 77’ | Marcatori |  |

| Arbitro: | Pezzella (Frattamaggiore) |

|                                 |           |  |
| Barbas 66’ (rig.) O. Tacchi 70’ | Marcatori |  |

| Arbitro: | Lamorgese (Potenza) |

|              |           |  |
| Mandelli 12’ | Marcatori |  |

| Vicenza 25 gennaio 1987 19ª giornata | Lanerossi Vicenza | 0 – 0 referto | Lazio | Stadio Romeo Menti (10 000 spett.)\| Arbitro: \| Cornieti (Forlì) \| |
| Arbitro:                             | Cornieti (Forlì)  |               |       |                                                                      |

#### Girone di ritorno
| Arbitro: | Bruschini (Firenze) |

|              |           |             |
| Mandelli 22’ | Marcatori | 75’ Sormani |

| Arbitro: | Pairetto (Torino) |

|                              |           |  |
| S. Schillaci 42’ Mossini 82’ | Marcatori |  |

| Arbitro: | Casarin (Milano) |

|                                  |           |  |
| Marino 14’ Poli 20’ Mandelli 59’ | Marcatori |  |

| Arbitro: | Testa (Prato) |

|                     |           |  |
| Terraneo 28’ (aut:) | Marcatori |  |

| Arbitro: | Luci (Firenze) |

|                     |           |  |
| Caso 35’ Marino 62’ | Marcatori |  |

| Arbitro: | Redini (Pisa) |

|             |           |  |
| Garzieri 2’ | Marcatori |  |

| Arbitro: | Novi (Pisa) |

|            |           |  |
| Marino 34’ | Marcatori |  |

| Arbitro: | Cornieti (Forlì) |

|                     |           |                  |
| Podavini 37’ (aut.) | Marcatori | 51’ Magnocavallo |

| Arbitro: | Luci (Firenze) |

|             |           |  |
| Fiorini 65’ | Marcatori |  |

| Arbitro: | Tarallo (Como) |

|              |           |            |
| Ferraris 81’ | Marcatori | 48’ G. Pin |

| Arbitro: | Testa (Prato) |

|             |           |             |
| Gridelli 1’ | Marcatori | 70’ Fiorini |

| Roma 3 maggio 1987 31ª giornata | Lazio            | 0 – 0 referto | Sambenedettese | Stadio Olimpico (25 000 spett.)\| Arbitro: \| Cornieti (Forlì) \| |
| Arbitro:                        | Cornieti (Forlì) |               |                |                                                                   |

| Arbitro: | Boschi (Parma) |

|              |           |  |
| De Falco 62’ | Marcatori |  |

| Arbitro: | Amendolia (Messina) |

|  |           |                 |
|  | Marcatori | 85’ De Stefanis |

| Arbitro: | Leni (Perugia) |

|            |           |  |
| G. Pin 47’ | Marcatori |  |

| Arbitro: | Pezzella (Frattamaggiore) |

|                        |           |  |
| Scanziani 41’ Ambu 52’ | Marcatori |  |

| Roma 7 giugno 1987 36ª giornata | Lazio               | 0 – 0 referto | Lecce | Stadio Olimpico (45 000 spett.)\| Arbitro: \| Lo Bello (Siracusa) \| |
| Arbitro:                        | Lo Bello (Siracusa) |               |       |                                                                      |

| Arbitro: | Agnolin (Bassano del Grappa) |

|                                 |           |  |
| Piovanelli 10’, 54’ Cecconi 57’ | Marcatori |  |

| Arbitro: | D'Elia (Salerno) |

|             |           |  |
| Fiorini 82’ | Marcatori |  |

#### Spareggi
| Arbitro: | Lanese (Messina) |

|              |           |  |
| De Vitis 65’ | Marcatori |  |

| Arbitro: | Casarin (Milano) |

|          |           |  |
| Poli 53’ | Marcatori |  |

### Coppa Italia

#### Quinto girone
| Rimini 24 agosto 1986 1ª giornata | Cesena         | 0 – 0 | Lazio | Stadio Romeo Neri (3 000 spett.)\| Arbitro: \| Luci (Firenze) \| |
| Arbitro:                          | Luci (Firenze) |       |       |                                                                  |

| Arbitro: | Redini (Pisa) |

|  |           |                               |
|  | Marcatori | 27’ A. Carnevale 36’ Maradona |

| Arbitro: | Tarallo (Como) |

|            |           |          |
| Rondon 68’ | Marcatori | 37’ Poli |

| Arbitro: | Testa (Prato) |

|                          |           |  |
| Podavini 22’, 35’ (rig.) | Marcatori |  |

| Arbitro: | Vecchiatini (Bologna) |

|                                                             |           |  |
| Piscedda 3’ Acerbis 10’ Fiorini 22’, 70’ Goletti 27’ (aut.) | Marcatori |  |

#### Ottavi di finale
| Torino 25 febbraio 1987 Andata | Juventus         | 0 – 0 | Lazio | Stadio Comunale (4 022 spett.)\| Arbitro: \| Paparesta (Bari) \| |
| Arbitro:                       | Paparesta (Bari) |       |       |                                                                  |

| Arbitro: | Mattei (Macerata) |

|  |           |                     |
|  | Marcatori | 70’ Buso 78’ Serena |

## Statistiche

### Statistiche di squadra
| Competizione | Punti | In casa | In casa | In casa | In casa | In casa | In casa | In trasferta | In trasferta | In trasferta | In trasferta | In trasferta | In trasferta | Totale | Totale | Totale | Totale | Totale | Totale | DR  |
| Competizione | Punti | G       | V       | N       | P       | Gf      | Gs      | G            | V            | N            | P            | Gf           | Gs           | G      | V      | N      | P      | Gf     | Gs     | DR  |
| ------------ | ----- | ------- | ------- | ------- | ------- | ------- | ------- | ------------ | ------------ | ------------ | ------------ | ------------ | ------------ | ------ | ------ | ------ | ------ | ------ | ------ | --- |
| Serie B      | 33    | 19      | 12      | 5       | 2       | 27      | 9       | 19           | 2            | 9            | 8            | 8            | 19           | 38     | 14     | 14     | 10     | 35     | 28     | +7  |
| Spareggi     | 2     | 1       | 1       | 0       | 0       | 1       | 0       | 1            | 0            | 0            | 1            | 0            | 1            | 2      | 1      | 0      | 1      | 1      | 1      | 0   |
| Coppa Italia | 6     | 4       | 2       | 0       | 2       | 7       | 4       | 3            | 0            | 3            | 0            | 1            | 1            | 7      | 2      | 3      | 2      | 8      | 5      | +3  |
| Totale       |       | 24      | 15      | 5       | 4       | 35      | 13      | 23           | 2            | 12           | 9            | 9            | 21           | 47     | 17     | 17     | 13     | 44     | 34     | +10 |

### Statistiche dei giocatori
Nel conteggio delle reti realizzate si aggiunga un'autorete a favore in campionato e un'autorete a favore in Coppa Italia.
| Giocatore       | Serie B  | Serie B | Coppa Italia | Coppa Italia | Totale   | Totale |
| Giocatore       | Presenze | Reti    | Presenze     | Reti         | Presenze | Reti   |
| --------------- | -------- | ------- | ------------ | ------------ | -------- | ------ |
| A.E. Acerbis    | 37+2     | 2+0     | 5            | 1            | 44       | 3      |
| L. Brunetti     | 17+2     | 0+0     | 5            | 0            | 24       | 0      |
| E. Calisti      | -        | -       | -            | -            | -        | -      |
| G. Camolese     | 24+2     | 0+0     | 3            | 0            | 29       | 0      |
| D. Caso         | 38+2     | 3+0     | 7            | 0            | 47       | 3      |
| F. Dell'Anno    | -        | -       | 2            | 0            | 2        | 0      |
| A. Delucca      | -        | -       | 2            | 0            | 2        | 0      |
| V. Esposito     | 24+0     | 0+0     | 5            | 0            | 29       | 0      |
| M. Falessi      | -        | -       | 2            | 0            | 2        | 0      |
| D. Filisetti    | 11+0     | 0+0     | 1            | 0            | 12       | 0      |
| G. Fiorini      | 30+2     | 7+0     | 6            | 2            | 38       | 9      |
| F. Fonte        | 3+0      | 0+0     | 5            | 0            | 8        | 0      |
| L. Foschi       | -        | -       | 2            | 0            | 2        | 0      |
| R. Gentilini    | -        | -       | 2            | 0            | 2        | 0      |
| A. Gregucci     | 31+2     | 1+0     | 3            | 0            | 36       | 1      |
| M. Ielpo        | 1+0      | -0+-0   | 2            | -2           | 3        | -2     |
| G. Magnocavallo | 27+2     | 2+0     | 2            | 0            | 31       | 2      |
| P. Mandelli     | 34+2     | 6+0     | 3            | 0            | 39       | 6      |
| R. Marino       | 31+1     | 3+0     | 2            | 0            | 34       | 3      |
| A. Piconi       | 1+0      | 0+0     | 1            | 0            | 2        | 0      |
| G. Pin          | 38+2     | 2+0     | 5            | 0            | 45       | 2      |
| M. Piscedda     | 21+2     | 0+0     | 5            | 1            | 28       | 1      |
| G. Podavini     | 33+1     | 3+0     | 6            | 2            | 40       | 5      |
| F. Poli         | 29+2     | 4+1     | 6            | 1            | 37       | 6      |
| A. Rizzolo      | 5+0      | 0+0     | -            | -            | 5        | 0      |
| A.M. Schillaci  | 11+0     | 1+0     | -            | -            | 11       | 1      |
| E. Sgarbossa    | 1+0      | 0+0     | 1            | 0            | 2        | 0      |
| G. Terraneo     | 38+2     | -28+-1  | 5            | -3           | 45       | -32    |